# Савез српских сокола
Савез српских сокола је витешка, спортска организација основана у циљу ширења идеје о упоредном физичком и моралном васпитању држављана Србије, развијање родољубивих и патриотских осећања код чланова, као и ширење идеје међусловенске сарадње и заједништва. Савез је настављач „Савеза српских соколова“, „Савеза соколских друштава Душан Силни“, „Савеза српских соколских друштава“ „Југословенског Сокола“ и „Сокола Краљевине Југославије“. Покровитељ Савеза српски соко је Престолонаследник принц Александар II. Пре рата старешина Сокола краљевине Југославије био је краљ Петар II Карађорђевић.
Старешина Савеза српски соко је Јевђа А. Јевђевић. 
Соколске организације постоје у Чешкој, Словачкој, Русији и Пољској.